# Слобожанське (Ізюмський район)
Слобожанське (до 17 лютого 2016 — Жовтневе) — селище в Україні, у Балаклійському районі Харківської області. Населення становить 542 осіб. До 2020 орган місцевого самоврядування — Асіївська сільська рада.
До 2016 року селище Слобожанське носило назву Жовтневе.

## Географія
Слобожанське знаходиться за 5 км від села Асіївка.

## Історія
12 червня 2020 року, відповідно до Розпорядження Кабінету Міністрів України  № 725-р «Про визначення адміністративних центрів та затвердження територій територіальних громад Харківської області», увійшло до складу Балаклійської міської територіальної громади.
19 липня 2020 року, в результаті адміністративно-територіальної реформи та ліквідації Балаклійського району, селище увійшло до складу новоутвореного Ізюмського району.

## Економіка
У селі є молочно-товарна ферма, сади (20 га). Поруч проходить газопровід.

## Об'єкти соціальної сфери
- Слобожанський навчально-виховний комплекс «загальноосвітня школа І-ІІІ ступенів — дошкільний навчальний заклад»
- Слобожанський сільський клуб
- Фельдшерсько-акушерський пункт